# Luke Halpin
Luke Halpin (New York, 4 aprile 1947) è un attore statunitense.

## Biografia
Nato da Helen e Eugene Halpin, è stato tra i primi attori bambini del mondo televisivo. Più giovane di tre figli (dopo suo fratello Eugene, Jr., e sua sorella Joan), la sua carriera da attore è cominciata quando un insegnante di musica, rimasto impressionato dal suo look, lo incoraggiò a provare a recitare. A partire da allora numerosi ruoli si sono susseguiti per l'attore, in particolar modo nei suoi anni da teenager, e Halpin è apparso in molte fra le maggiori serie televisive del periodo. Il ruolo che maggiormente lo ha portato alla ribalta, procurandogli fama e notorietà, è stato quello di Sandy Ricks in Flipper del 1963.
Il successo del film spinse i produttori a ideare e realizzare un seguito, Flipper contro i pirati, nel 1964, e successivamente una serie televisiva basata sulle avventure del famoso delfino, con altri giovani attori quali Tommy Norden. La serie, di 88 episodi, rese Halpin ancora più popolare tra gli adolescenti e più in generale presso il pubblico dei giovani, e in quegli anni egli venne spesso raffigurato sulle copertine delle principali riviste per teenager a livello internazionale, tra cui Bravo, Teen Life, 16 Magazine e Tiger Beat.

## Riconoscimenti
- Young Hollywood Hall of Fame (1960's)

## Filmografia parziale

### Cinema
- La strada dei peccatori (Street of Sinners), regia di William Berke (1957)
- Il mio amico delfino (Flipper), regia di James B. Clark (1963)
- Flipper contro i pirati (Flipper's New Adventure) (Flipper and the Pirates), regia di Leon Benson (1964)
- Island of the Lost, regia di John Florea (1967)
- Se è martedì deve essere il Belgio (If It's Tuesday, This Must Be Belgium), regia di Mel Stuart (1969)
- Mako - Lo squalo della morte (Mako: The Jaws of Death), regia di William Grefe (1976)
- L'occhio nel triangolo (Shock Waves), regia di Ken Wiederhorn (1977)
- Roba che scotta (Hot Stuff), regia di Dom DeLuise (1979)
- La drammatica storia di Samuel Mudd (The Ordeal of Dr. Mudd), regia di Paul Wendkos (1980)
- Gli occhi dello sconosciuto (Eyes of a Stranger) (1981)
- Miami Supercops (I poliziotti dell'8ª strada), regia di Bruno Corbucci (1985)
- Superfantagenio, regia di Bruno Corbucci (1986)
- Flipper, regia di Alan Shapiro (1996)

### Televisione
- Studio One (1955 - 1957)
- Annie Get Your Gun (1957)
- Harbourmaster (Adventure at Scott Island ) (1958)
- Hallmark Hall of Fame (Hallmark Television Playhouse) (1958)
- The Stone Boy (1960)
- Peter Pan (1960)
- Young Dr. Malone (1960)
- Aspettando Godot (Waiting for Godot) (1961)
- Play of the Week (1961)
- Route 66 (1961)
- Armstrong Circle Theatre (1961)
- Everglades – serie TV, episodio 1x25 (1962)
- La città in controluce (Naked City) (1962)
- Assistente sociale (East Side/West Side) – serie TV, episodio 1x06 (1963)
- Flipper (1964 - 1967)
- Judd for the Defense (1968)
- Bracken's World (1969)
- Caribe (1975)
- La città degli angeli (Angel City) (Field of Tears) (1980)
- Mr. No Legs (The Amazing Mr. No Legs) (1981)
- Nobody's Perfekt (1981)
- Miami Vice, episodio "Rimetti a noi i nostri debiti" (Forgive Us Our Debts) (1986)
- Detective extralarge: pioggia di diamanti (Extralarge: Pioggia di diamanti) (Extralarge: Diamonds) (1993)
- Matinee (1993)
- Key West (1993)